# Aleksandar Dugin
Aleksandar Geljevič Dugin (ruski: Александр Гельевич Дугин; Moskva, 7. siječnja 1962.), ruski politički filozof, sociolog i geopolitičar. Dugin je začetnik ideje novog euroazijanstva, a blizak je visokim vojnim, političkim krugovima i tajnim službama u Rusiji. Zagovornik je tradicionalizma te kritičar marksizma i liberalizma. Profesor je na Moskovskom državnom sveučilištu Lomonosov i član Savjetodavnog doma predsjednika Dume. Zbog radikalne kritike unipolarnog svijeta i liberalizma, kao i zbog političkog aktivizma glede rata u Ukrajini, SAD su mu zabranile ulazak u SAD.
Dugina se smatra jednim od glavnih tvoraca koncepta Ruskog svijeta. Njegova knjiga "Temelji geopolitike" iz 1997. god. (knjiga opsega 600 stranica) - u kojoj Dugin zagovara uspostavu budućnosti Rusije i ruskog naroda kao moćnog geopolitičkog čimbenika koji će emancipirati Aziju i Europu od navodno štetnog utjecaja Sjedinjenih Američkih Država - koristi se kao studijski priručnik na mnogim visokoškolskim ustanovama u Rusiji, te je ostvarila veliki utjecaj na formiranje današnje diplomatske, sigurnosne i političke elite u toj zemlji.

## Mladost
Rođen je u obitelji Gelija Aleksandroviča, časnika Sovjetske armije i Galine, liječnice. Roditelji su mu se rastavili kad je imao tri godine. Nakon što je završio srednju školu, Dugin se upisao na prestižni Moskovski zrakoplovni institut, no zbog protusovjetskih aktivnosti izbačen je s instituta. Kako je sam izjavio, protusovjetska svijest kod njega se pojavila krajem 1970-ih, kada je imao "sedamnaest ili osamnaest godina". Sovjetski sustav opisao je kao "odbojan i isprazan svijet". Odbacio je "paradigmu na kojoj se temeljio" sovjetski sustav i krenuo je u potragu za "alternativnim paradigmama." Odbacivanje sovjetskog realsocijalizma dovelo ga je do proučavanja misticizma, ezoterijske filozofije i različitih marginalnih supkultura.
Početkom 1980-ih, Dugin se pridružio disidentskom intelektualnom krugu ruskog pjesnika Evgenija Golovina, stručnjaka za istočnu filozofiju, orfički misteriji i alkemiju. Golovinova skupina sastajala se od 1960-ih, privučena zajedničkim interesima za tradicionalizam i autore kao što su René Guénon i Julius Evola. U početku je tom krugu pripadao i književnik Jurij Mamljev, koji je emigrirao iz SSSR-a zbog straha od KGB-a i Gajdar Džemal, koji je trenutno pročelnik Islamskog odbora Rusije te jedan od najpoznatijih ruskih tradicionalističkih filozofa. Dugin se u mladosti pridružio Golovinu i Džemalu, čija je redefinicija tradicionalizma iz Lenjinove knjižnice već dobro uznapredovala.
Toj skupini je tradicionalizam dao intelektualno zadovoljavajuće objašnjenje sovjetske stvarnosti koju su odbacili. Zatvaranje ljudi u mentalne ustanove bilo je uobičajen način kontrole disidenata tog vremena te razlog zbog kojeg je i Mamljev napustio SSSR. Dugin je knjigu Juliusa Evole Poganski imperijalizam preveo na ruski 1981. Dvije godine kasnije, vlasti su saznale za slikarski studio gdje je Dugin svirao gitaru i pjevao "mistične antikomunističke pjesme" (kako ih je sam nazvao). KGB ga je nekoliko puta zatvarao jer su se u njegovoj sobi nalazile zabranjenje knjige Jurija Mamljeva i najpoznatijeg sovjetskog emigranta Aleksandra Solženjicina. To je bio dovoljan razlog da se Duginu onemogući studiranje na Moskovskom zrakoplovnom institutu. Nakon izbacivanja s instituta, radio je kao čistač ulica i privatni učitelj engleskog i francuskog jezika koje je sam svladao. Mladenački talent za jezike nije ga napustio, pa je svladao ukupno devet jezika, među kojima su latinski, njemački, portugalski, španjolski i talijanski jezik. Nakon što je izbačen s instituta, izgubio je studentsku poštedu od služenja vojnog roka. Novačenje je uspio izbjeći lažno se pozivajući na "emocionalne probleme". Nastavio je proučavati knjige u Lenjinovoj knjižnici s krivotvorenom članskom iskaznicom.

### Perestrojka
Perestrojka (1986. – 1991.) je donijela mogućnost otvorenijeg istupa u cijeloj jednoj generaciji protusovjetskih intelektualaca, pa tako i Duginu. Zajedno s Džemalom, Dugin se 1987. uključio u organizaciju Pamjat, koju je kasnije opisao kao "najdostupniju reakcionarnu organizaciju". Organizacija Pamjat bila je osnovana 1974. s ciljem očuvanja ruskog kulturnog identiteta, a tek je u doba Perestrojke postala politička organizacija. Dugin je 1988. prihvatio dužnost u Središnjem vijeću te organizacije, ali ju je već sljedeće godine, razočaran, napustio. Članove organizacije poslije je opisao kao histerike, suradnike KGB-a i shizofreničare. Kako mu se u vrijeme Perestrojke pružila mogućnost da posjeti Zapad, Dugin je učvrstio svoje veze s vodećim osobama europske Nove desnice, kao što su Francuz Alain de Benoist, Belgijac Jean-François Thiriart i Rumunj Jean Parvulescu.
Nakon što je cijeli život vjerovao da je sovjetska stvarnost najgora moguća, iznenadio se otkrivši da je zapadna stvarnost daleko gora. Pod utjecajem Renéa Guénona i Juliusa Evole, smatrao je građansko i zapadno društvo utemeljeno na trgovačkom staležu za stupanj boljim od proletersko-sovjetskog modela. Međutim, na Zapadu je naišao na "društvo otpadnika" i dokraja razarajući liberalni svjetonazor. Pod takvim je okolnostima ublažio svoj stav prema Lenjinovom naslijeđu i sovjetskom modelu te ga počinje analizirati s novog položaja i vrednovati ga kao stupanj iznad liberalnog Zapada, odnosno kao "manje zlo."

## Neovisna Rusija
Početkom 1990-ih Dugin je osnovao mjesečnik Elementi i almanah Mili anđeo. Sve se češće počeo pojavljivati na ruskim radio postajama. Osnovao je i istraživački centar i nakladničku kuću imena "Arctogaia" (tj. sjeverna zemlja), gdje je objavljivao stručne radove i prijevode stranih autora. Aleksandar Prohanov i Dugin, zajedno s drugim desnim aktivistima okupljenim oko časopisa Den i sličnih projekata, osnivaju Frontu nacionalnog spasa (FNS) u koju se uključilo oko 3000 komunista. Najpoznatiji među njima bio je Genadij Zjuganov. FNS je prosvjedovala protiv Borisa Jeljcina 1993. te je tijekom ustavne krize organiziran pokušaj puča. Prvi Čečenski rat i neuspjeh doveli su FNS do raspada, a Eduard Limonov i Dugin izdvajaju se pod okrilje Nacionalboljševičke stranke, a Zjuganov osniva Komunističku partiju Ruske Federacije, dok drugi članovi FNS-a staju uz Jeljcina i njegov angažman u Čečeniji.

### Nacionalboljševizam i novo euroazijstvo
Mnogi navode utjecaj Dugina i Prohanova na Zjuganova koji je euroazijstvo spojio sa sovjetizmom. Limonov je preuzeo vodstvo nad Nacionalboljševičkom strankom, disident i emigrant u vrijeme komunističkog režima. Povratak Limonova u Rusiju bio je popraćen intervjuima i na televiziji. U SAD-u i Francuskoj, Limonov je razvio odbojnost prema zapadnom sustavu, a ruski liberali dočekuju ga razočarani jer se poznati neprijatelj SSSR-a pridružio oporbi umjesto liberalnoj vlasti. Limonov i Dugin zadržali su kritiku prema marksizmu, a još snažnije napadaju zapadni liberalni sustav zbog njegovog prodora u Rusiju. To je bio pokušaj sagledavanja stvari s treće pozicije koja nije bila ni marksistička ni liberalna te koja je bila u stanju prevladati obje političke paradigme. Parole nacionalboljševika bile su "Jenkiji van iz Rusije" i "Pijmo kvas, a ne kolu". Treći istaknuti nacionalboljševik bio je Jegor Letov, frontmen punk-rock skupine Građanska obrana. Unatoč očekivanjima i svim promidžbenim naporima, Nacionalboljševička stranka doživjela je debakl na izborima za Dumu 1995.
Do 1995. Dugin je objavio četiri knjige: Put apsoluta, Konspirologija, Hiperborejska teorija i Konzervativna revolucija. Poslije izbornog neuspjeha 1995., Dugin se sve više okreće pisanju, pa 1996. objavljuje i Templare proletarijata, Misteriji Euroazije i Metafizika evanđelja. U Templarima proletarijata Dugin donosi ideološku pozadinu nacionalboljševizma kojeg opisuje kao pogled na marksizam s desna i na tradicionalizam s lijeva.
Duginovo poznato djelo Osnove geopolitike objavljeno je 1997. Tada je sudjelovao u osnivanju Novog sveučilišta. Uz podršku generala Igora Rodionova, tada ministra obrane, knjiga je pobudila veliki interes političkih i vojnih struktura u Rusiji. Nedugo nakon toga, Dugin je imenovan savjetnikom za strateška i geopolitička pitanja predsjednika ruske Dume Genadija Seleznjeva.

### Dolazak Putina na vlast
Dolaskom Vladimira Putina na vlast Dugin prestaje biti oporbenjak i postaje centrumaš. Početkom milenija Dugin osniva Euroazijsku inicijativu - EVRAZIJA, međunarodnu organizaciju koja promiče ujedinjenje bivšeg sovjetskog područja u jedinstvenu kulturnu i civilizacijsku cjelinu. Organizaciju danas čine razni slojevi ljudi: komunisti, tradicionalisti, nacionalboljševici, ugledni politolozi, profesori, teolozi, pripadnici vojno-političkih krugova (generali, ministri i parlamentarni zastupnici). Dugin je pozdravio Putinove promjene, jačanje Rusije te "pogrom" oligarha poput Romana Berezovskog, Mihaila Hodorkovskog i Vladimira Gusinskog. Dugin je u to vrijeme izjavljivao: "Putin je sve... Putin je apsolutan... Putin je nezamjenjiv!" U ranoj Putinovoj politici uočio je odmicanje od vesternizacije, slabljenja i ponižavanja Rusije koji su bili prisutni u vrijeme Jeljcinove proameričke, odnosno atlantističke orijentacije. Dugina su opisivali i kao pristašu Putina i kao "radikalnog centraša".
Između 1999. i 2004. Dugin je objavio brojne radove, među kojima se ističu Filozofija tradicionalizma, Osnove euroazijstva, Apsolutna domovina, Ruska stvar, Euroazijski put, Geopolitika terorizma, Islamska prijetnja ili prijetnja islamu? (govor na konferenciji u Moskvi), Pravoslavna crkva u Euroaziji, Evolucija znanstvenih paradigmi (doktorska disertacija), Filozofija rata i dr.
Dugin je 2003. podržao osnivanje stranke Rodina. Bio je ushićen rezultatom izbora u prosincu iste godine jer su u Dumu ušli Liberalna demokratska stranka Rusije (LDSR) Vladimira Žirinovskog, Ujedinjena Rusija Vladimira Putina, Komunistička partija Ruske Federacije Genadija Zjuganova i Rodina. U analizi Putinovog političkog djelovanja, Marlene Laurelle naglasila je da Dugin sa svakom od tih stranaka ima nekakvu vezu te da članovi stranaka javno prihvaćaju euroazijsku doktrinu. Nakon toga, Dugin se sve više posvećuje međunarodnom djelovanju i promicanju euroazijske doktrine, odnosno, novog euroazijanstva. U Rusiji i svijetu stekao je ugled društveno-političkog komentatora, filozofa i ideologa. Euroazijskoj inicijativi pridružuje se i veliki broj ljudi iz različitih djelokruga i ne samo iz Rusije. Dugin postaje najznačajniji zagovornik koncepta Euroazijske ekonomske zajednice, s naglaskom na uključivanje Turske u proces reintegracije Euroazije, odnosno Velikog kopna.
Dugin je bio pogođen gubitkom Ukrajine 2005. kada su na vlast došli tzv. narančasti revolucionari Viktora Juščenka. Zbog revolucija u Gruziji (2003.) i Kirgistanu (2005.) osnovane su euroazijske inicijative mladih. Brojni analitički internetski portali, brojne nove podružnice i tisak novina pokrenuti su 2001. Inicijative su se profilirao kao zagovornice alternativnih modela globalizacije, utemeljenih na očuvanju kulture, civilizacija i naroda Euroazije, ali i šire od toga. U Manifestu organizacije navodi se "Euroazijci su sve slobodne stvaralačke osobe koje priznaju vrednote tradicije, uključujući i predstavnike u regijama koje objektivno predstavljaju bazu atlantizma". Na Sveučilištu u Rostovu Dugin je 2004. obranio doktorsku disertaciju na području sociologije. Od tada Dugin objavljuje priručnike i udžbenike, među kojima su Društvene znanosti za građane Nove Rusije i Postmoderna geopolitika najznačajniji. U to vrijeme Dugin sve oštrije kritizira Putina zbog odnosa s Ukrajinom, gdje se stanje dramatično pogoršalo. Dolazak na vlast Dmitrija Medvjedeva ocijenio je kao očitovanje novog razdoblja sve otvorenijeg sukoba između euroazijanaca i atlantista na kontinentu. Od 2008. nastupilo je razdoblje sve zaoštrenijih odnosa na relaciji između ruske vanjske politike i zapadnih, odnosno atlantskih lobija.
Dugin je 2008. imenovan profesorom na Odsjeku za sociologiju Moskovskog državnog sveučilišta Lomonosov, gdje vodi Centar za konzervativne studije. Sljedeće godine imenovan je pročelnikom Katedre za sociologiju međunarodnih odnosa na istom sveučilištu. U tom razdoblju objavio je sljedeća djela: Geopolitika multipolarnog svijeta, Postfilozofija, Radikalni subjekt, Četvrta politička teorija, Kriza: kraj ekonomske teorije, Martin Heidegger: filozofija drugog početka, Martin Heidegger: mogućnost ruske filozofije, Arheomoderna, U potrazi za tamnim Logosom, Strukturalna sociologija, Logos i Mit: dubinske religiozne studije, Sociologija ruskog društva: Rusija između Kaosa i Logosa, Sociologija mašte, Etnosociologija, Sociologija geopolitičkih procesa i dr.
Od spomenutih se ističu Geopolitika multipolarnog svijeta i Četvrta politička teorija. U njima se Dugin bavi novom doktrinom euroazijstva, odnosno euroazijskom geopolitičkom orijentacijom. Ona podrazumijeva napuštanje liberalizma, kao i svih njegovih podvrsta - komunizma i fašizma. Drži kako su sve tri ideologije svanule zorom moderne, te zajedno predstavljaju umjetne ideološke konstrukte ljudi. Svaka od njih, prema njemu, odražava "smrt Boga" (Friedrich Nietzsche), "demistifikaciju svijeta" (Max Weber) i "dokidanje sakralnog". Usto, drži kako one postavljaju čovjeka umjesto Boga, znanost i filozofiju umjesto religije i tradicije, a umjesto "otkrivenja" racionalne, voljne i tehnološke konstrukte. U Poganskom imperijalizmu Julius Evola navodi da i fašizam ima pogrešan korijen, te da se poput zmije nastoji udzići odozdol, jednako kao i komunizam i liberalizam. Evola tu nastavlja: "Iz naših razmatranja proizlazi da se načela moraju braniti, jer su ona apsolutno ista, nalazili se mi u fašističkom ili komunističkom, u anarhističkom ili demokratskom režimu. Izloženu ideju usvojio je i Dugin, te euroazijskoj doktrini dodaje specifičnu metafizičku i religijsku vrijednost, odnosno perenijalnu dimenziju - philosophia perennis. U svojim se brojnim djelima Dugin posvetio "kraju svih kompromisa" (tzv. status quo) radi uspostave teokratskih i praktičkih dimenzija "multipolarnog svijeta".
Euroazijska doktrina i njezin "multipolarni" model u bitnom se razlikuju od zapadne "unipolarne" globalizacije, podrazumijeva okretanje Istoku i orijentaciju s obzirom na tradicionalne vrednote u svim njihovim novim i već manifestiranim inačicama i oblicima. Zbog toga je euroazijstvo suprotstavljeno rasizmu i svim drugim oblicima uništavanja i međusobnog potčinjavanja naroda, kultura i civilizacija. U Rusiji i inozemstvu Dugina smatraju najzanačajnijim predstavnikom ruske konzervativne revolucije, a zanimljivo je da ga u francuskom časopisu Actuel 1995. ozančuju kao "najutjecajnijeg ruskog ideologa postsovjetske epohe". Od ožujka 2012. Dugin je član Savjetodavnog odbora predsjednika Dume Sergeja Nariškina.

## Odnos prema Hrvatima i Hrvatskoj
Dugin je u svojem članku Geopolitika jugoslavenskog sukoba iz 1997. ocijenio da Hrvati pripadaju u "katolički sektor germanske Srednje Europe", ustvrdivši da je njihova geopolitička sudbina "vezanost za taj blok". Smatra kako naginjanje Hrvata prema Njemačkoj nije izraz oportunizma, nego logika povijesnog razvoja bitka. Dugin je raspad Austro-Ugarske i stvaranje Kraljevine Jugoslavije ocijenio kao proizvod borbe Zapadne Europe protiv Srednje Europe. Za one Hrvate koji su pozdravili stvaranje jugoslavenske države rekao je da su bili "protiv geopolitičke i vjerske tradicije". To za Dugina nije predstavljalo slučajnost, jer, smatra, da su projugoslavenski orijentirani Hrvati "kroz masonske institucije bili usmjereni na Grand Orient de France i francuske geopolitičke projekte", koje su za cilj imale trijumf zapadnoeruopskih država. Dugin je uočio u stvaranju Jugoslavije i u odnosima u Prvom svjetskom ratu borbu Zapadne Europe protiv Srednje Europe, a među žrtve te borbe naveo je i Hrvate.
Zato je zaključio logičnim da su u Drugom svjetskom ratu Hrvati Nijemce dočekali kao svojevrsne osloboditelje. Njihov odnos prema Nijemcima usporedio je s onim ukrajinskih grkokatolika, koji su također povijesno skloni Srednjoj Europi. Dugin je ocijenio da su hrvatski interesi u očuvanju Srednje Europe kao "neovisne, samostalne i teritorijalno ujedinjene europske regije". Međutim, Dugin je kritizirao "egoistički konglomerat mikrodržava", čiji karakter, prema Duginu, ima i Hrvatska, što je suprotno ujedinjenoj Srednjoj Europi koja, po njemu, mora biti "elastičan politički subjekt".

## Djela
| - Put apsoluta (rus. Пути абсолюта), 1990.; monografija - Konspirologija (rus. Конспирология), 1992., 2005. (hrv. izdanje 2013.); monografija - Hiperbolejska teorija (rus. Гиперборейская теория), 1993.; monografija - Konzervativna revolucija (rus. Консервативная революция), 1994.; monografija - Templari proletarijata (rus. Тамплиеры Пролетариата), 1996.; monografija - Misteriji Euroazije (rus. Мистерии Евразии), 1996.; monografija - Metafizika evanđelja (rus. Метафизика благой вести), 1996.; monografija - Osnove geopolitike (rus. Основы Геополитики), 1997., 1999., 2000., 2001. (prevedeno na sedam jezika); monografija - Apsolutna domovina (rus. Абсолютная Родина), 1999.; monografija - Naš put (rus. Наш Путь), 1999.; monografija - Ruska stvar (rus. Русская Вещь), 2001.; monografija - Euroazijski put (rus. Евразийский путь), 2002.; monografija - Evolucija znanstvenih paradigmi (rus. Эволюция парадигмальных оснований науки), 2002.; doktorska disertacija - Filozofija tradicionalizma (rus. Философия Традиционализма), 2002.; monografija - Osnove euroazijstva (rus. Основы Евразийства), 2002.; udžbenik - Projekt "Euroazija" (rus. Проект "Евразия"), 2004., 2006.; monografija - Euroazijska misija Nursultana Nazerbajeva (rus. Евразийская миссия Нурсултана Назарбаева), 2004.; monografija - Filozofija politike (rus. Философия Политики), 2004.; monografija - Filozofija rata (rus. Философия Войны), 2004.; monografija - Pop-kultura i znakovi vremena (rus. Поп-культура и знаки времени), 2005.; monografija - Društvene znanosti za građane Nove Rusije (rus. Обществоведение для граждан Новой России), 2007.; monografija - Postmoderna geopolitika (rus. Геополитика Постмодерна), 2007.; monografija | - Znakovi velike bure: hiperbolejska teorija (rus. Знаки великого норда: Гиперборейская теория), 2008., ponovno izdanje Hiperbolejske teorije - Postfilozofija (rus. Постфилософия), 2009.; monografija - Radikalni subjekt (rus. Радикальный субъект и его дубль), 2009.; monografija - Četvrta politička teorija (rus. Четвёртая политическая теория), 2009.; monografija - Strukturalna sociologija (rus. Структурная социология), 2010.; udžbenik - Logos i Mit: dubinske religiozne studije (rus. Логос и мифос: Глубинное регионоведение), 2010.; udžbenik - Kriza: kraj ekonomske teorije (rus. Кризис: конец экономической теории), 2010.; monografija - Martin Heidegger: filozofija drugog početka (rus. Мартин Хайдеггер: философия другого Начала), 2010.; monografija - Sociologija ruskog društva: Rusija između Kaosa i Logosa (rus. Социология русского общества: Россия между Хаосом и Логосом), 2010.; udžbenik - Sociologija mašte (rus. Социология Воображения), 2010.; udžbenik - Martin Heidegger: mogućnost ruske filozofije (rus. Мартин Хайдеггер: возможность русской философии), 2011.; monografija - Arheomoderna (rus. Археомодерн), 2011.; monografija - Geopolitika (rus. Геополитика), 2011.; udžbenik - Etnosociologija (rus. Этносоциология), 2011.; udžbenik - Sociologija geopolitičkih procesa (rus. Социология геополитических процессов), 2011.; udžbenik - Geopolitika Rusije (rus. Геополитика России), 2012.; udžbenik - Teorija multipolarnog svijeta (rus. Теория многополярного мира), 2012.; monografija - U potrazi za tamnim Logosom (rus. В поисках тёмного Логоса), 2013.; monografija - Međunarodni odnosi: paradigme, teorija, sociologija (rus. Международные отношения. Парадигмы, теория, социология), 2013.; udžbenik |